# Odos Ioanni Tsimiski
Die Odos Ioanni Tsimiski (griechisch Οδός Ιωάννη Τσιμισκή Ioannis-Tsimiskis-Straße) ist eine als Boulevard gestaltete Durchgangsstraße im Zentrum von Thessaloniki, der zweitgrößten Stadt Griechenlands. Sie beginnt an der Platia CHANTH und endet im Ladadika-Stadtviertel. Der Straßenzug wird von der Odos Polytechniou im Westen (von der Odos Katouni bis zur Odos 26. Oktovriou) und der Leoforos Stratou im Osten (von der Platia CHANTH bis zur Leoforos 3. Septemvriou) fortgesetzt.
Sie ist heute eine der belebtesten Straßen in Thessaloniki und im ganzen Land. Der belebteste Punkt ist die Kreuzung mit der Platia Aristotelous, einem Haupttreffpunkt der Stadt.

## Geschichte
Vor den Balkankriegen, als Thessaloniki noch zum Osmanischen Reich gehörte, hieß die Straße Defteros Parallelos, was auf Deutsch „Zweite Parallelstraße“ (zur Uferfront mit der Uferstraße Leoforos Nikis) bedeutet. Vor 1890 verband die Straße die beiden Seiten von Thessaloniki und führte von der Stadtmauer im Osten in den Westen. 1913, nachdem die Stadt 1912 nur Stunden vor der bulgarischen Armee durch die griechische Armee erreicht worden war, wurde die Straße nach dem byzantinischen Kaiser Ioannis Tsimiskis benannt, der für seinen Kampf gegen die Bulgaren bekannt ist. Die Wahl des Namens war Ausdruck der griechisch-bulgarischen Spannungen zu jener Zeit, als beide Seiten darum wetteiferten, sich nach den Balkankriegen die Stadt einzuverleiben.
Die Straße erhielt ihr heutiges Aussehen nach dem Großen Stadtbrand von 1917, der die Innenstadt weitgehend dem Erdboden gleich machte. Der Masterplan des französischen Architekten und Stadtplaners Ernest Hebrard für den Wiederaufbau umfasste auch die Odos Ioanni Tsimiski. In ihrer heutigen Form wurde sie 1921 gebaut.
Die erste Phase des Straßenbaus umfasste den Abschnitt von Ladadika bis zur Kreuzung mit der Pavlou Mela. Einige Jahre lang wurde sie sogar Alexander-der-Große-Straße genannt. Die „Blütezeit“ der Straße begann in den 1930er Jahren, als Buchhandlungen und Druckereien eröffneten und die Tsimiski-Straße mit Cafés, Konditoreien und Restaurants zur Haupteinkaufsstraße der Stadt machten, die außerdem ein Anziehungspunkt für das künstlerische und intellektuelle Leben der Stadt wurde.
Die Verlängerung der Straße, die bereits in den Plänen von 1927 vorgesehen war, erfolgte in den 1950er Jahren. Die Straßenbahn in der Odos Ioanni Tsimiski wurde 1954 eingestellt, ebenso wie wenig später das gesamte Netz. Die daraufhin gegründete OASTH bewältigte bis zur Eröffnung der ersten Metro-Linie der Stadt am 30. November 2024 den gesamten ÖPNV mit Bussen.

## Nutzungen

### Geschäfte

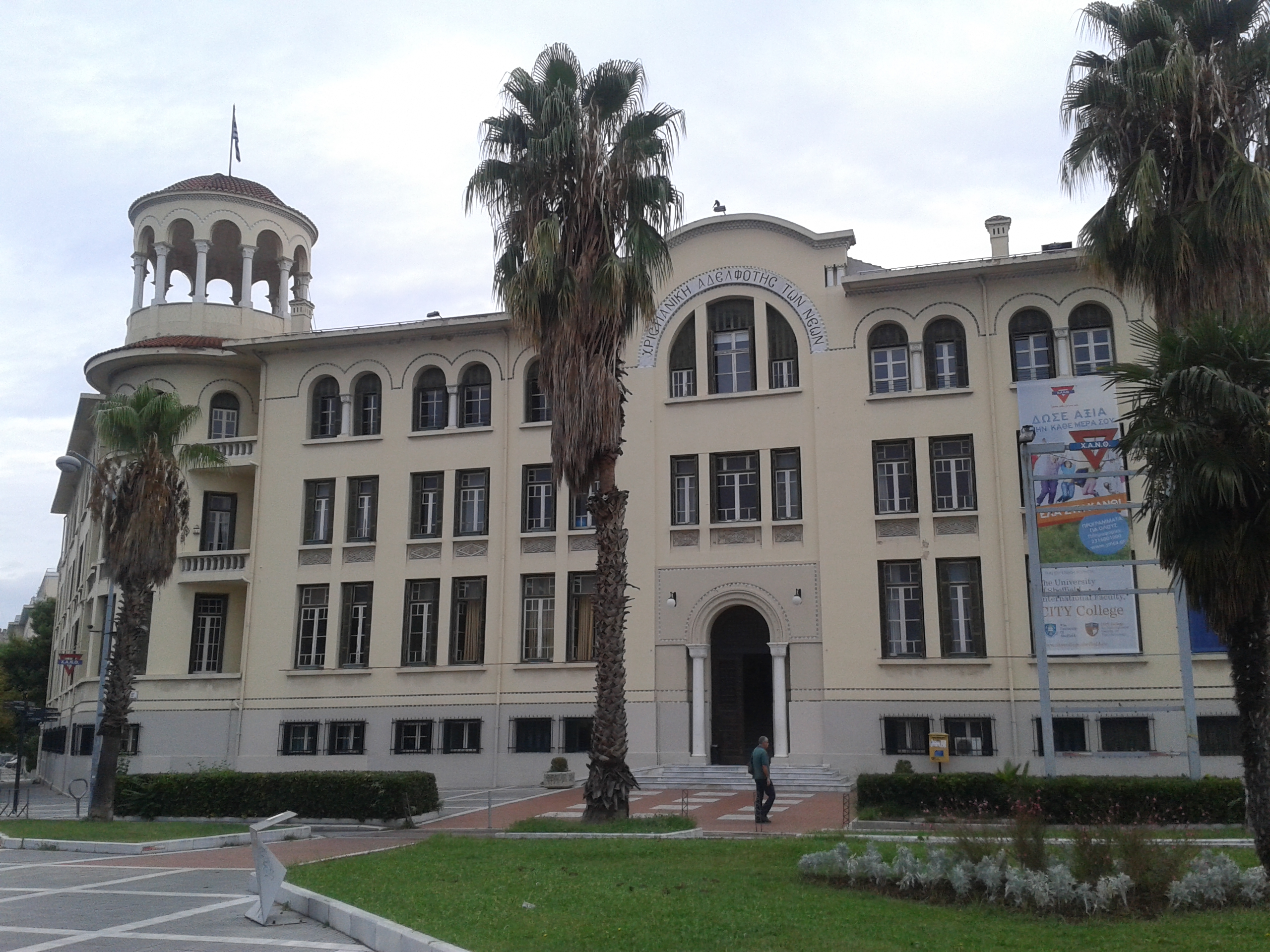
Das neobyzantinische Gebäude des CVJM (XANTH) markiert den Beginn der Odos Ioanni Tsimiski im Osten

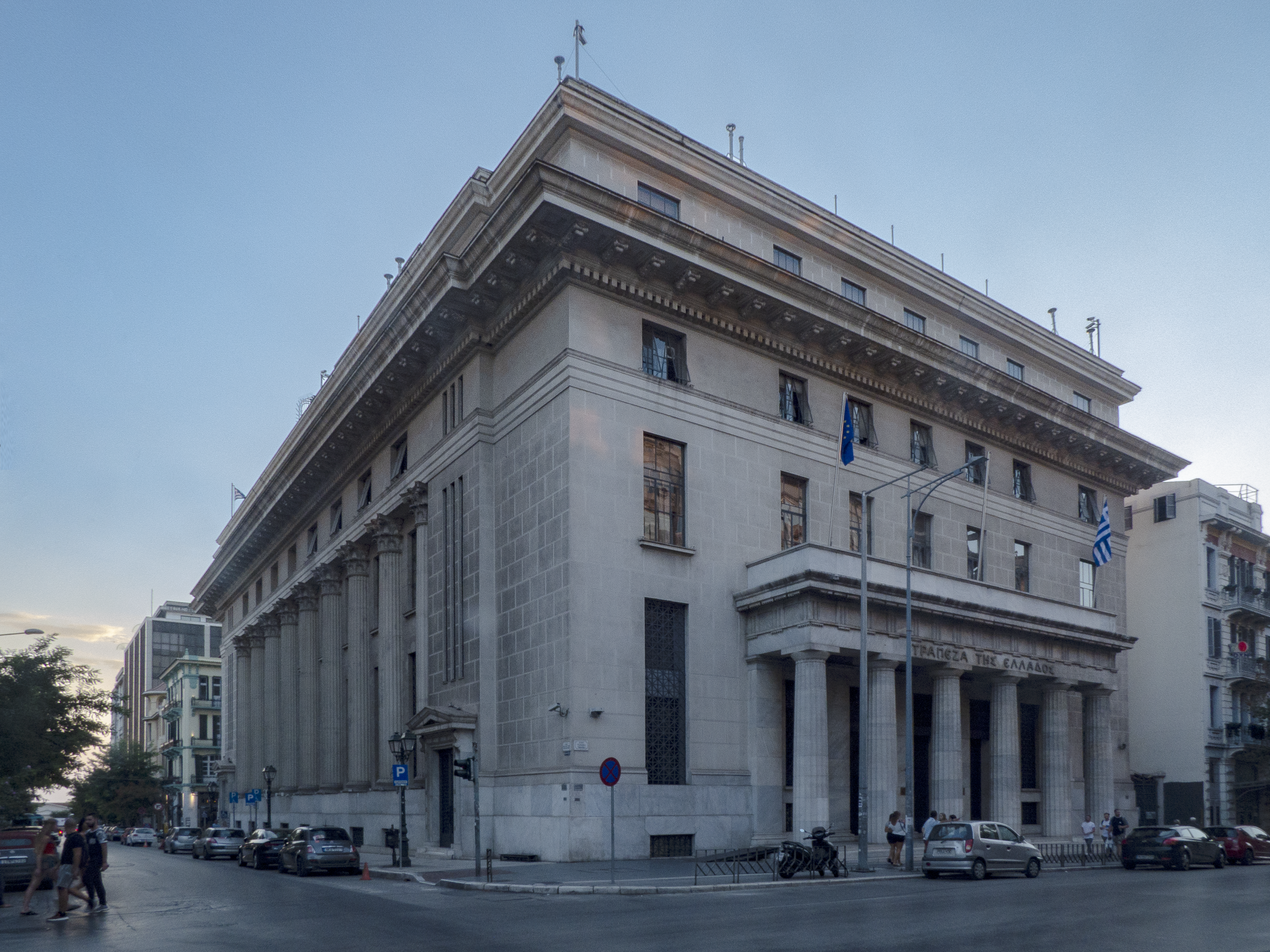
Hausnummer 4, neoklassizistisches Gebäude der Bank von Griechenland

Markenzeichen der Odos Ioanni Tsimiski sind hunderte von Wäsche-, Mode- und Schuhgeschäften, Boutiquen, hochwertige internationale Markengeschäfte sowie Kaufhäuser. Sie ist außerdem Standort der 1995–97 gebauten »Platia Center Mall«, der größten Shopping Mall im Stadtzentrum, in der sich das Platia Assos Odeon Multiplex-Kino befindet sowie Bars, Restaurants, ein Virgin Music Megastore und Fitnesscenter. Die Mall beherbergt außerdem das Konsulat der USA und das Verbindungsbüro von Nordmazedonien.

### Büros
Die Odos Ioanni Tsimiski ist außerdem ein Standort für Bürogebäude mit Firmen aus den Finanz- und Werbebranchen sowie Ingenieur- und Anwaltbüros. Der Finanzdistrikt der Stadt befindet sich am westlichen Ende der Odos Ioanni Tsimiski, mit der Zentralverwaltung der Bank of Greece. Das neoklassische Gebäude (1928) mit der Adresse Odos Ioanni Tsimiski 4 gilt als eines der eindrucksvollsten der Stadt. Eine weitere Bank, deren Niederlassung für Thessaloniki und Nordgriechenland an der Odos Ioanni Tsimiski / Ecke Odos Ethnikis Amynis liegt, ist der Neubau der Piraeus Bank, vormals Bank von Makedonien und Thrakien. Der CVJM Thessaloniki hat seinen Sitz am östlichen Ausgangspunkt der Tsimiski-Straße, an der Kreuzung mit der Odos Nikolaou Germanou, in einem Gebäude Baujahr 1924 mit Stilelementen, die an die byzantinische Vergangenheit der Stadt erinnern sollen.

## Verkehr
Die Odos Ioanni Tsimiski ist heute eine 30 bis 35 Meter breite, 4-spurige Einbahnstraße mit Fahrtrichtung nach Westen, welche die gesamte Länge des Stadtzentrums durchquert. Die Verkehrsorganisation ist effektiv, aber der Anstieg der Zahl der Kraftfahrzeuge in der Stadt führte zu Stauerscheinungen. Eine Busspur sollte zu einer Beschleunigung des bus-gestützten ÖPNV führen. Die am 30. November 2024 offiziell eröffnete Metro soll auch den Verkehr in der Odos Ioanni Tsimiski entlasten. Den wenigen Platz auf den stark frequentierten Gehwegen muss sich der Fußverkehr mit Bäumen und zahlreichen Kiosken teilen. Die Odos Ioanni Tsimiski ist mit der Fußgängerzone Platia Navarinou verbunden.

## Sonstiges
- Die Odos Ioanni Tsimiski ist Schauplatz der Novelle Der Trödelladen in der Tsimiski der griechischen Autorin Kostoula Mitropoulou (1933–2004).
- Das Album Οδός Τσιμισκή / Odos Tsimiski (Tsimiski-Straße) von Petros Iakovidis war 2022 eine Woche lang Nummer 1 - Hit in Griechenland.

## Bildergalerie

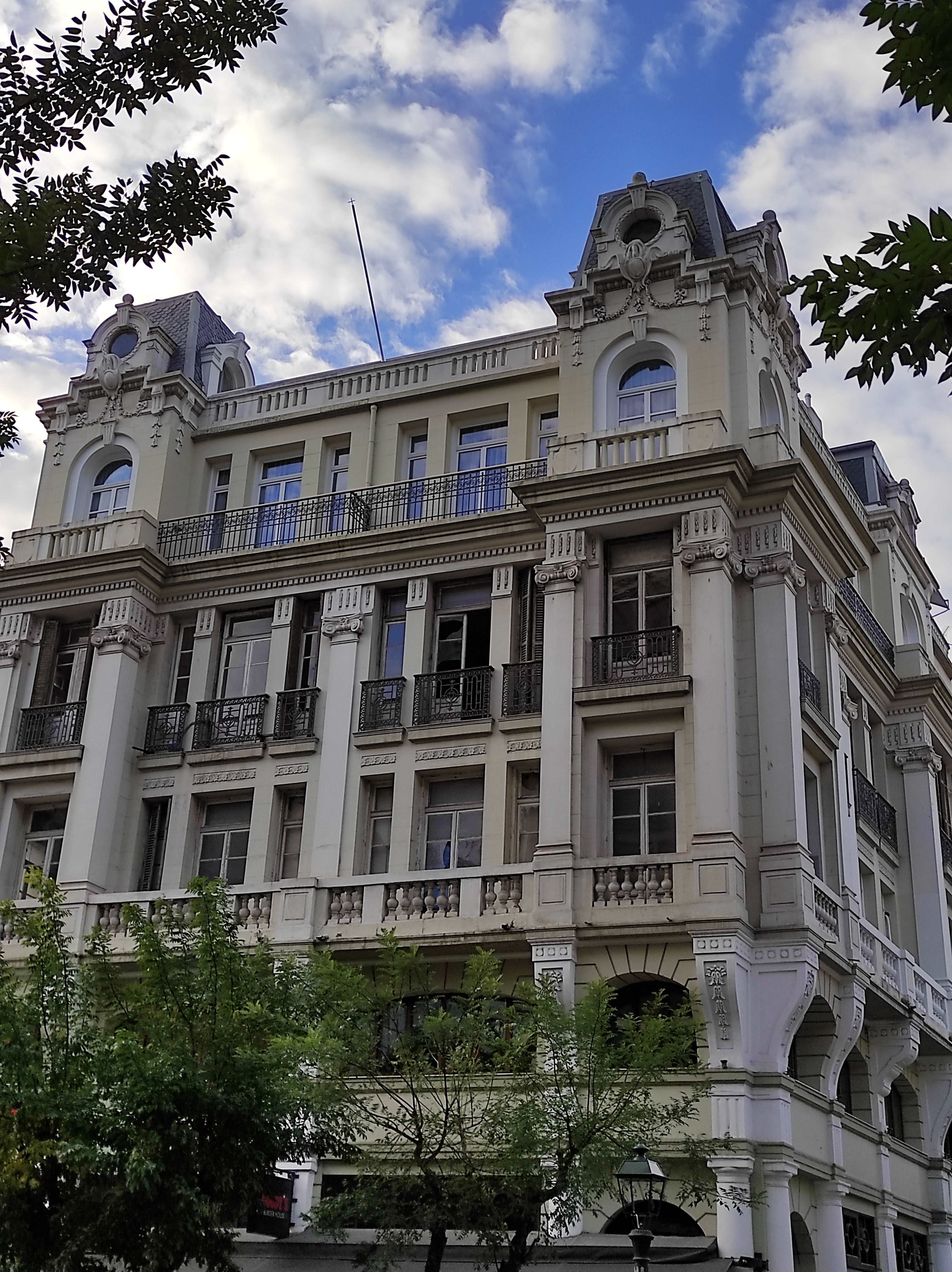
Hausnummer 7, Haus Gategno-Florentin (1925)
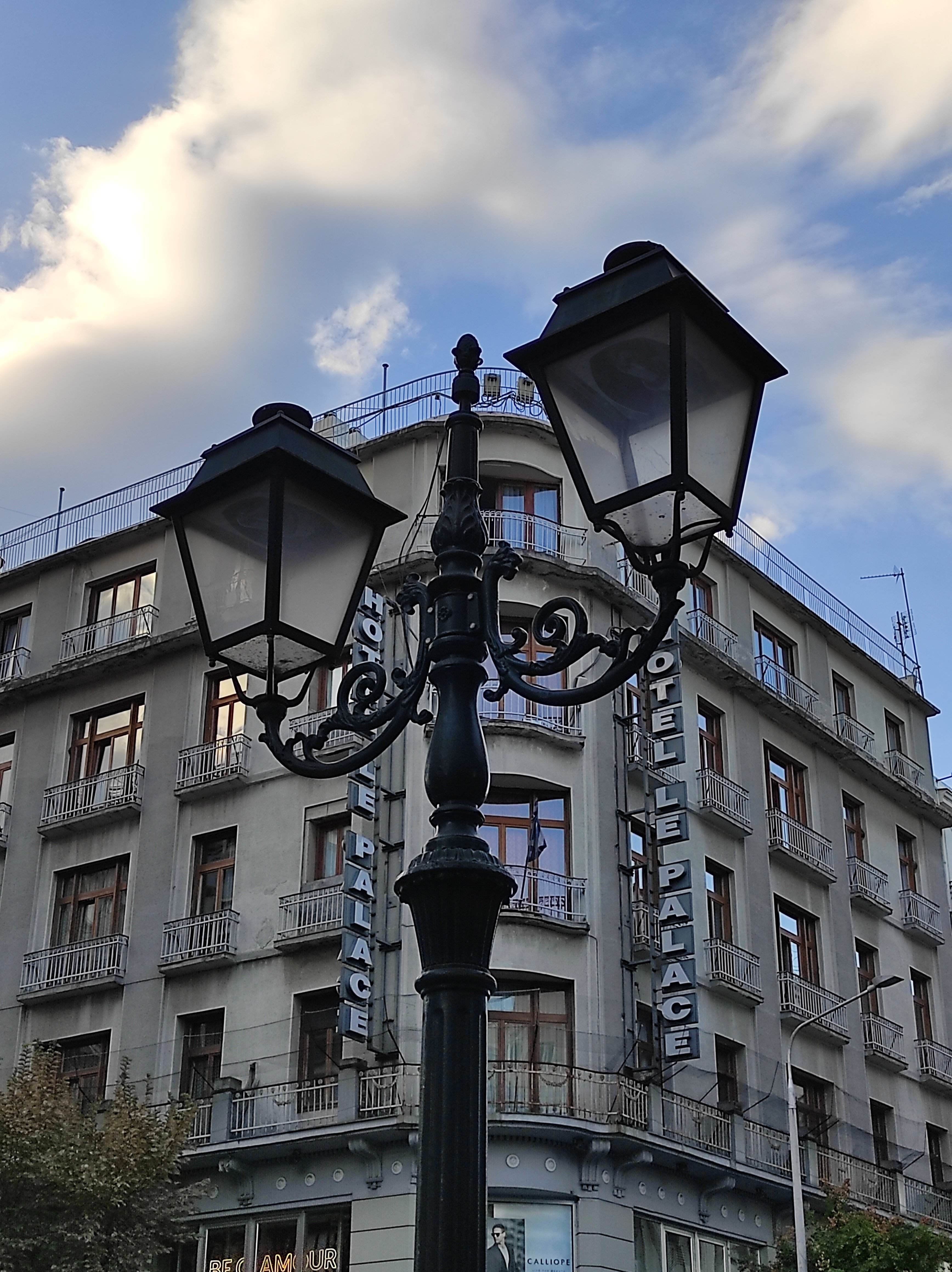
Hausnummer 12, Hotel Le Palace (1929)
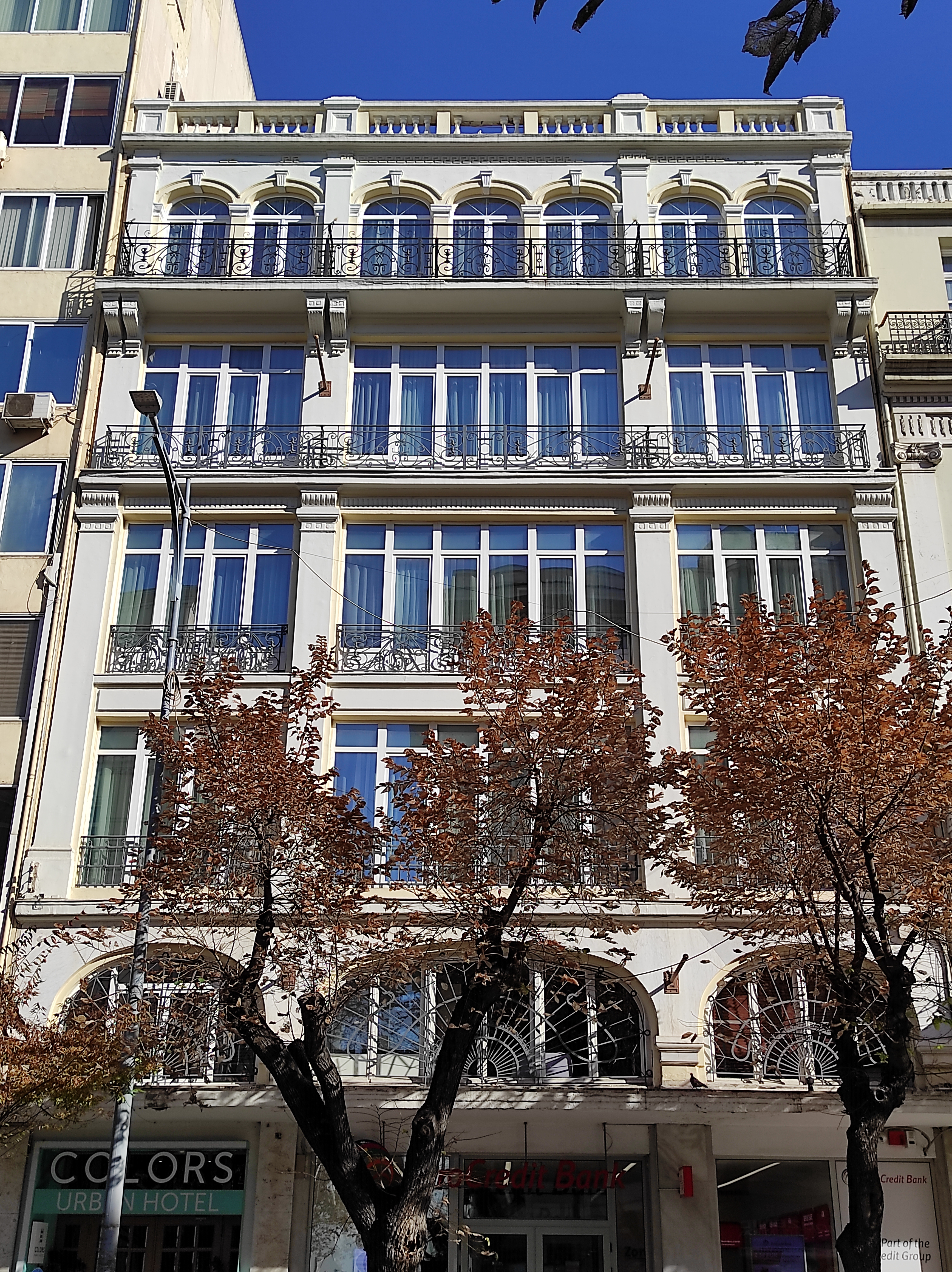
Hausnummer 13, Haus Nahmias (1925)
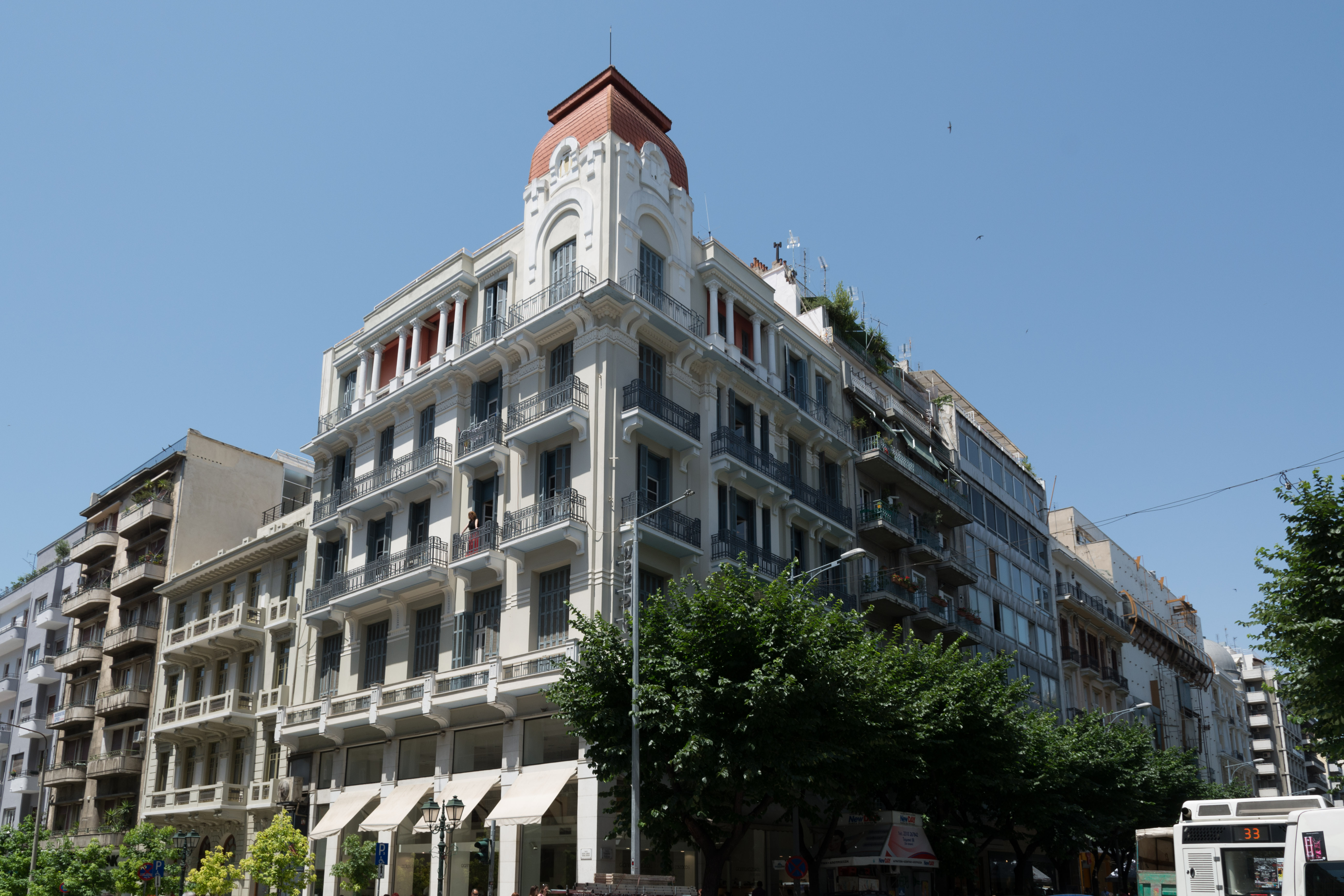
Hausnummer 58, früheres Hotel Astoria
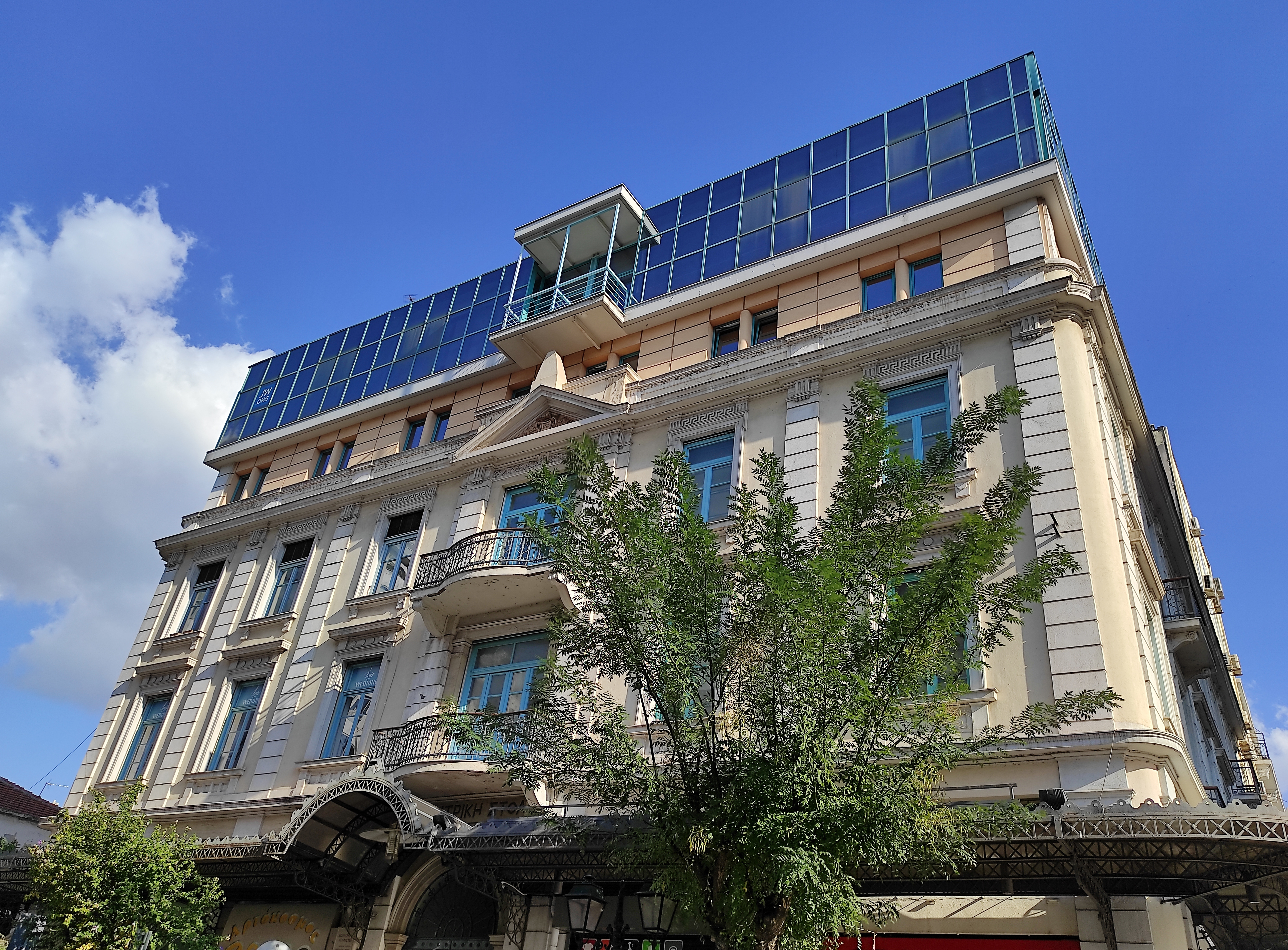
Ecke Ionos Dragoumi, Haus Kazes (1924)